# Mikael Persbrandt
Mikael Åke Persbrandt (Jakobsberg, 25 september 1963) is een Zweeds theater- en filmacteur. Internationaal is hij vooral bekend geworden vanwege zijn rol van Gunvald Larsson in de televisieserie Beck en die van Beorn in The Hobbit: The Desolation of Smaug. Deze laatste rol heeft hij ook vervuld in de derde film uit de Hobbit-trilogie.

## Biografie
Persbrandt werd geboren in Jakobsberg in de provincie Stockholms län. Zijn professionele carrière begon hij als balletdanser. Hij speelde veelvuldig in producties van het Kungliga Dramatiska Teatern en daarnaast in verschillende films en televisieseries. Het meest bekend is hij waarschijnlijk door zijn rol van Gunvald Larsson in de Martin Beck-filmfranchise. In 2009 won hij de Guldbaggeprijs voor zijn rol in Everlasting Moments.

### Theaterschandaal
Op 13 oktober 2007 verliet Persbrandt het Kungliga Dramatiska Teatern, naar eigen zeggen omdat zijn werk voor het theater moeilijk te combineren werd met zijn werk voor film en televisie. Verschillende van zijn collega's bij het theater uitten zich negatief over hem. Een van hen was Jan Malmsjö, die live op televisie verklaarde dat Persbrandt contractbreuk had gepleegd en woedend zei: "Hij heeft over ons heen gepist".

### Expressen-aanklacht
In december 2005 deed Persbrandt aangifte van smaad en laster tegen het Zweedse dagblad Expressen. De krant zou hem valselijk beschuldigd hebben van een acuut alcoholprobleem en beweerde dat hij was opgenomen in een kliniek in Uppsala. Deze informatie bleek onjuist. Expressen erkende dit en bood zijn verontschuldigingen aan, maar Persbrandt weigerde deze. Otto Sjöberg, toenmalig hoofdredacteur van Expressen, kreeg een boete van 6800 euro.

## Filmografie

### Theater
| Jaar | Productie                     | Locatie                     | Rol   |
| ---- | ----------------------------- | --------------------------- | ----- |
| 1984 | King Lear                     | Kungliga Dramatiska Teatern | Extra |
| 1985 | Julius Caesar                 | Kungliga Dramatiska Teatern | Extra |
| 1991 | Rekviem                       | Teater Galeasen             |       |
| 1992 | Ferrando Bruno                | Teater Galeasen             |       |
| 1993 | Gatan                         | Teater Galeasen             |       |
| 1993 | Roberto Zucco                 | Teater Galeasen             |       |
| 1994 | Tre systrar                   | Teater Plaza                |       |
| 1995 | Änglar                        | Teater Galeasen             |       |
| 1996 | Puntila                       | Kungliga Dramatiska Teatern |       |
| 1996 | Death of a salesman           | Teater Plaza                |       |
| 1998 | The Good Person of Szechwan   | Kungliga Dramatiska Teatern |       |
| 1998 | Lång dags färd mot natt       | Kungliga Dramatiska Teatern |       |
| 1999 | Don Juan                      | Kungliga Dramatiska Teatern |       |
| 2000 | Maria Stuart                  | Kungliga Dramatiska Teatern |       |
| 2000 | Vildanden                     | Kungliga Dramatiska Teatern |       |
| 2002 | Leka med elden                | Kungliga Dramatiska Teatern |       |
| 2004 | Arbetarklassens sista hjältar | Lilla elverket              |       |
| 2005 | Miss Julie                    | Kungliga Dramatiska Teatern |       |
| 2005 | Lik som män                   | Vasateatern                 |       |
| 2007 | Måsen                         | Teater Galeasen             |       |
| 2009 | I väntan på Godot             | Stockholms Stadsteater      |       |

### Film
| Jaar       | Film                                                         | Rol                    |
| ---------- | ------------------------------------------------------------ | ---------------------- |
| 1992       | Rederiet                                                     | Ola Simonsson          |
| 1994       | Polismördaren                                                | Politieagent 1         |
| 1994       | Svensson, Svensson                                           | Jesper                 |
| 1995       | Sommaren                                                     | Peter                  |
| 1996       | Anna Holt                                                    | Jocke                  |
| 1996       | Under ytan                                                   | Roffe                  |
| 1997       | Beck – Lockpojken                                            | Gunvald Larsson        |
| 1997       | Beck – Mannen med ikonerna                                   | Gunvald Larsson        |
| 1997       | Beck – Spår i mörker                                         | Gunvald Larsson        |
| 1997       | Beck – Pensionat Pärlan                                      | Gunvald Larsson        |
| 1997       | 9 millimeter                                                 | Konstantin             |
| 1998       | Beck – Öga för öga                                           | Gunvald Larsson        |
| 1998       | Sista kontraktet                                             | Roger Nyman            |
| 1998       | 102 Years in the Heart of Europe: A Portrait of Ernst Jünger | Lezer                  |
| 1998       | Beck – The Money Man                                         | Gunvald Larsson        |
| 1998       | Beck – Monstret                                              | Gunvald Larsson        |
| 1998       | Beck – Vita nätter                                           | Gunvald Larsson        |
| 1998       | Vuxna människor                                              | Georg                  |
| 1998       | Mulan                                                        | Shan Yu                |
| 1999       | Dödlig drift                                                 | Andreas Persson        |
| 1999       | Dinosaur                                                     | Kron                   |
| 1999       | Gossip                                                       | Åke Frigårdh           |
| 2000       | Titan A.E.                                                   | Tek                    |
| 2000       | Beck – Hämndens pris                                         | Gunvald Larsson        |
| 2001       | Beck – Mannen utan ansikte                                   | Gunvald Larsson        |
| 2001       | Beck – Kartellen                                             | Gunvald Larsson        |
| 2001       | Beck – Enslingen                                             | Gunvald Larsson        |
| 2002       | Nu                                                           | Adam                   |
| 2002       | Beck – Okänd avsändare                                       | Gunvald Larsson        |
| 2002       | Beck – Annonsmannen                                          | Gunvald Larsson        |
| 2002       | Beck – Sista vittnet                                         | Gunvald Larsson        |
| 2002       | Alla älskar Alice                                            | Johan Lindberg         |
| 2002       | Beck – Pojken i glaskulan                                    | Gunvald Larsson        |
| 2003       | Rånarna                                                      | Frank/Richard          |
| 2003       | Tre solar                                                    | Ulf                    |
| 2003       | Finding Nemo                                                 | Gill                   |
| 2004       | Dag och natt                                                 | Thomas                 |
| 2005       | Medicinmannen                                                | Martin Holst           |
| 2005       | Bang Bang Orangutang                                         | Åke Jönsson            |
| 2005       | Som man bäddar                                               | Jocke                  |
| 2005       | Inga tårar                                                   | Lars Bjerking          |
| 2005       | Tjocktjuven                                                  | De Priester            |
| 2006       | Beck – Skarpt läge                                           | Gunvald Larsson        |
| 2006       | Beck – Flickan i jordkällaren                                | Gunvald Larsson        |
| 2006       | Beck – Gamen                                                 | Gunvald Larsson        |
| 2006       | Beck – Advokaten                                             | Gunvald Larsson        |
| 2007       | Beck – Den japanska shungamålningen                          | Gunvald Larsson        |
| 2007       | Beck - Den svaga länken                                      | Gunvald Larsson        |
| 2007       | Beck - Det tysta skriket                                     | Gunvald Larsson        |
| 2007       | Beck – I Guds namn                                           | Gunvald Larsson        |
| 2007       | Ett öga rött                                                 | Zichzelf               |
| 2007       | Solstorm                                                     | Thomas Söderberg       |
| 2008       | Kautokeino-opprøret                                          | Carl-Johan Ruth        |
| 2008       | Maria Larssons eviga ögonblick                               | Sigfrid Larsson        |
| 2008       | Die Patin                                                    | Sergej Assinowitsch    |
| 2008       | Oskyldigt dömd                                               | Markus Haglund         |
| 2009       | Beck - I stormens öga                                        | Gunvald Larsson        |
| 2010       | Beck – Levande begravd                                       | Gunvald Larsson        |
| 2010       | In a Better World                                            | Anton                  |
| 2011       | Stockholm East                                               | Johan                  |
| 2011       | Agent Hamilton: In the Interest of the Nation                | Carl Hamilton          |
| 2012       | Hypnotisören                                                 | Erik Maria Bark        |
| 2012       | Agent Hamilton: But Not If It Concerns Your Daughter         | Carl Hamilton          |
| 2013       | Mig äger ingen                                               | Hasse                  |
| 2013       | The Hobbit: The Desolation of Smaug                          | Beorn                  |
| 2014       | The Hobbit: The Battle of the Five Armies                    | Beorn                  |
| 2014       | En sång från hjärtat                                         | Thomas Jacob           |
| 2014       | The Salvation                                                | Peter                  |
| 2016       | Alone in Berlin                                              | Standartenführer Prall |
| 2016       | The Siege of Jadotville                                      | Dag Hammarskjöld       |
| 2017       | King Arthur: Legend of the Sword                             | Greybeard              |
| 2018       | Tårtgeneralen                                                | Hasse P                |
| 2018       | X&Y                                                          | Zichzelf               |
| 2019- 2021 | Sex Education                                                | Jakob Nyman            |
| 2019       | Invisible Heroes                                             | Harald Edelstam        |
| 2020       | Eurovision Song Contest: The Story of Fire Saga              | Victor Karlosson       |
| 2021       | Tills solen går upp / The Unlikely Murderer                  | Hans Holmér            |
| 2022       | Riget                                                        | Helmer Jr.             |
| 2023       | Poromafia                                                    | Stagge                 |
| 2023       | Foundation                                                   | The Mule               |
| 2023       | Hammarskjöld                                                 | Dag Hammarskjöld       |

## Trivia
- Persbrandt is sinds 2006 ambassadeur van UNICEF voor Zweden.[1]